# برابهام بي تي 15

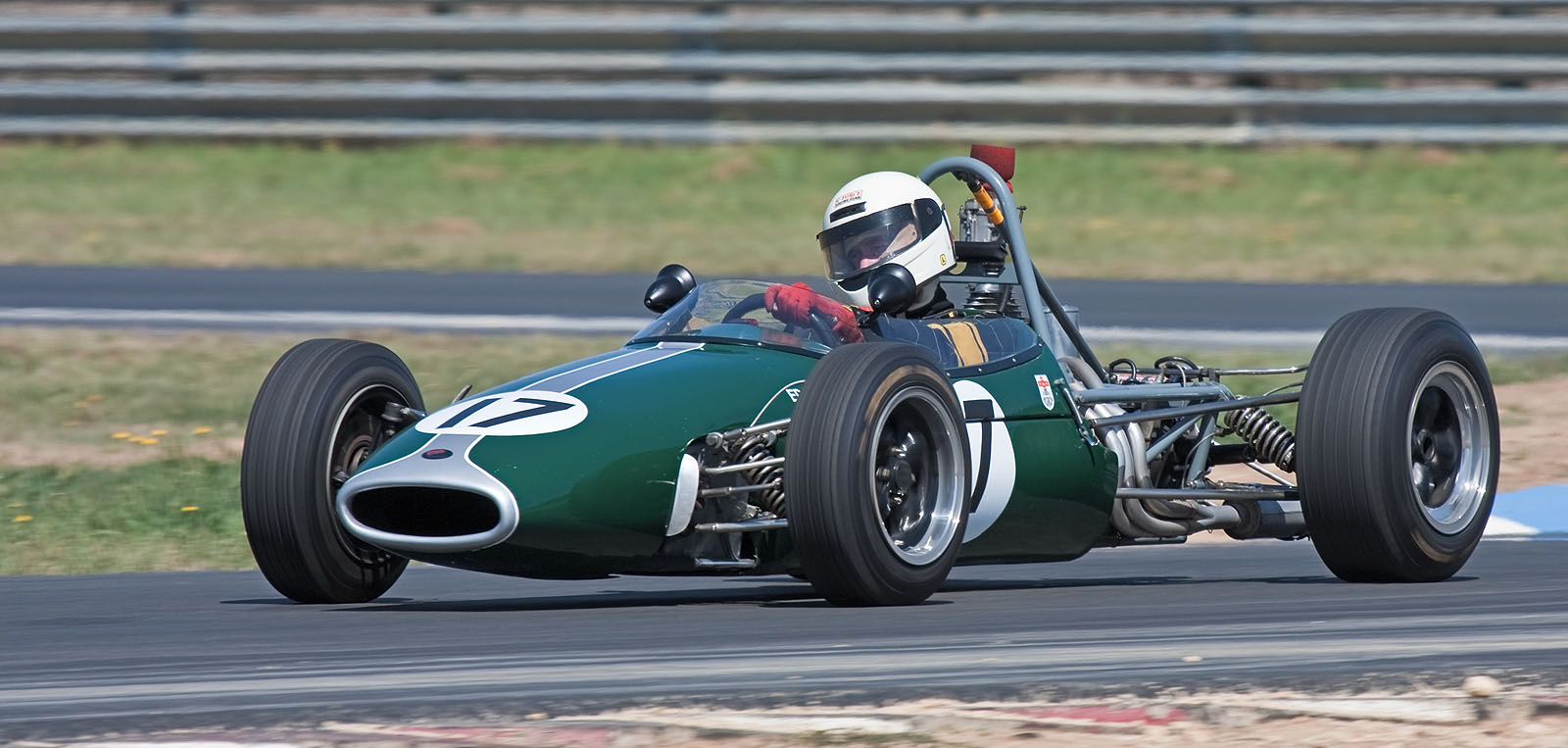
صورة لسيارة برابهام بي تي 15

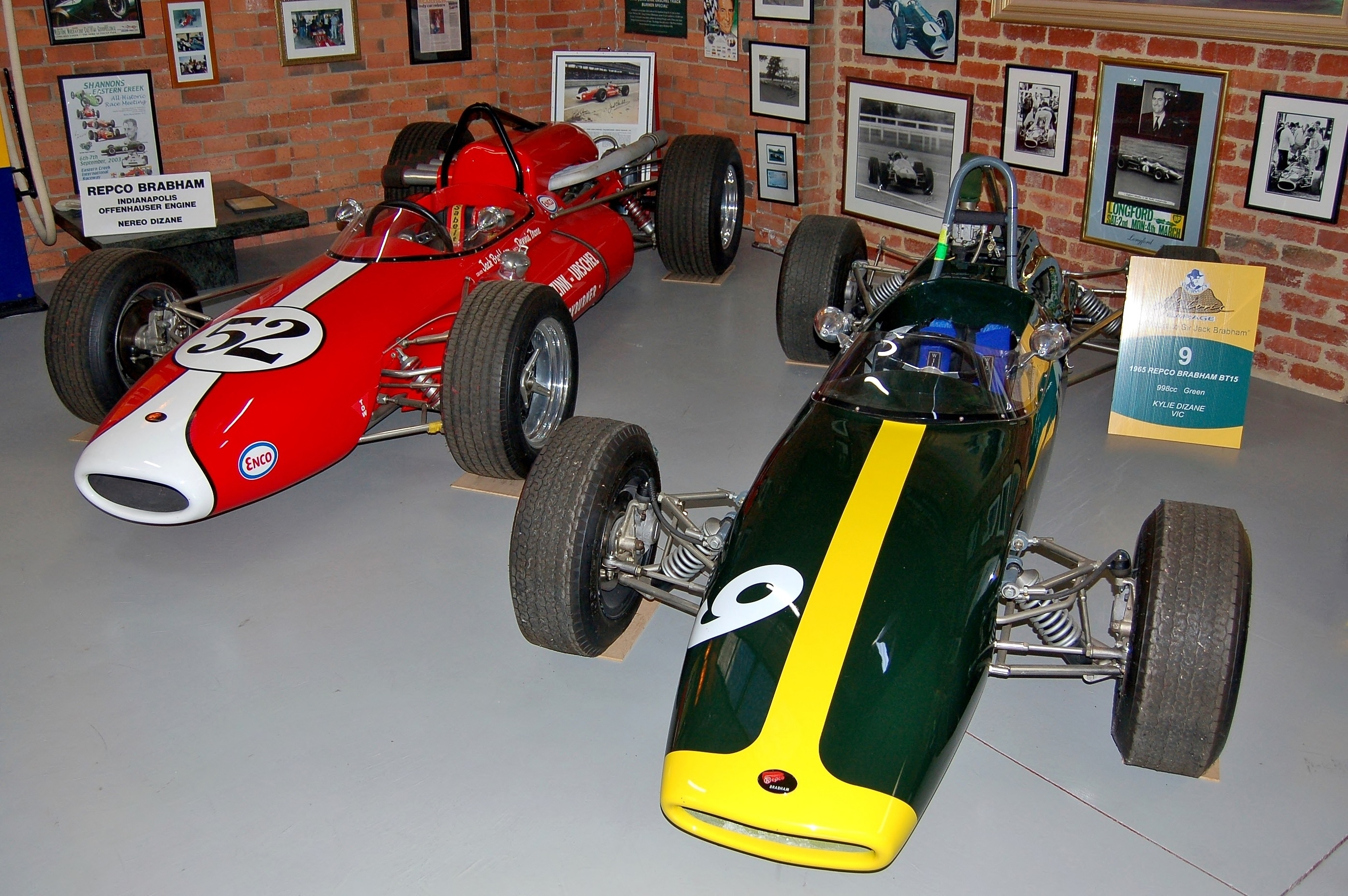
صورة لسيارة من طراز برابهام بي تي 15 فورميلا 3 (هي سيارة باللونين الأخضر والأصفر على اليمين ؛ الأقرب إلى الكاميرا) بجوار سيارة من طراز برابهام 12 إندي كار (سيارة باللونين الأحمر والأبيض على اليسار)

برابهام بي تي 1 (بالإنجليزية: Brabham BT 15)‏ هي سيارة سباق مخصصة لسباقات الفورمولا 3 ذات محرك وسطي مفتوح العجلات ، تم تصميمها و تطويرها وصنعها من قبل شركة برابهام بين عامي 1965 و1966. وتم تشغيله بواسطة محرك بقوة 997 سي سي (قطره 60.8 سي يو بوصة) مستنشق بشكل طبيعي ، محرك فورد مستقيم رباعي (نفس نوع المحرك المستخدم في السيارة فورد انجليا Ford Anglia).